# Samsung Galaxy A02s
O Samsung Galaxy A02s é um smartphone Android projetado e fabricado pela Samsung Electronics como parte de sua série Galaxy A. Foi anunciado em 24 de novembro de 2020 junto com o Samsung Galaxy A12. Seus recursos notáveis incluem uma tela HD + PLS TFT de 6,5 polegadas, Qualcomm Snapdragon 450 SoC, uma configuração de câmera traseira tripla e uma bateria de 5000 mAh com suporte para carregamento rápido de 15 W, incluindo biometria de reconhecimento facial.

## Especificações

### Hardware
O Samsung Galaxy A02s está equipado com uma tela de toque capacitiva TFT LCD de 6,5 polegadas com resolução de 720 x 1600 (~270 ppi). O telefone em si mede 164 x 75,9 x 9,1 mm (6,46 x 2,99 x 0,36 polegadas) e pesa 196 gramas (6,91 onças). O A02s é construído com uma frente de plástico e uma parte traseira e moldura de vidro. Ele é alimentado pelo SoC Qualcomm SDM450 Snapdragon 450 (14 nm) com uma CPU Cortex-A53 octa-core de 1,8 GHz e uma GPU Adreno 506. O telefone pode ter 16 GB, 32 GB ou 64 GB de armazenamento interno, bem como 3 GB ou 4 GB de RAM. O armazenamento interno pode ser expandido através de um cartão microSD de até 512 GB. O telefone também inclui um fone de ouvido de 3,5 mm. Possui uma bateria de íon de lítio não removível de 5000 mAh. A variante Europa/Índia (A025G) também possui um módulo NFC, que possibilita a utilização de serviços de pagamento sem contato através do telefone.

### Câmara
O Galaxy A02s possui 3 câmeras traseiras, a câmera principal é uma lente grande angular de 13 MP e a segunda e a terceira são sensores de profundidade de 2 MP. A câmera principal pode gravar vídeo de até 1080p a 30fps. Há uma câmera selfie frontal de 5 MP presente em um entalhe.

### Software
Esta unidade é fornecida com Android 10 (tema One UI 2.5) e pode ser atualizada para Android 11 (tema One UI 3.1) e Android 12 (tema One UI 4.1).